# Université Martin-Luther de Halle-Wittemberg

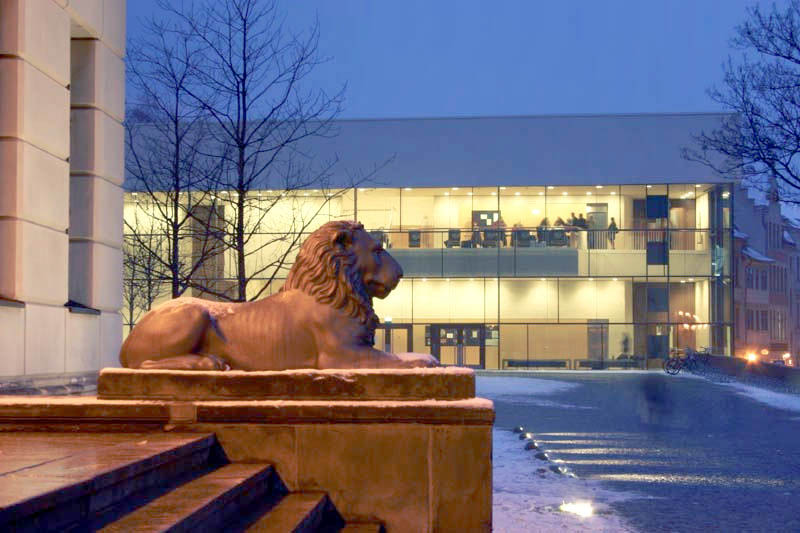
Universitätsplatz, place de l'Université.

L'université Martin-Luther de Halle-Wittemberg ou l'université Martin-Luther de Halle-Wittenberg est une université allemande implantée à Halle, la plus importante du Land de Saxe-Anhalt. Elle résulte de la fusion en 1817 de deux universités, l'université de Wittemberg fondée en 1502, et l'université de Halle fondée en  1694. Elle s'appelle alors Vereinigte Friedrichsuniversität, et prend en 1933 son nom actuel : Martin-Luther-Universität Halle-Wittenberg.

## Histoire
L'idée de la fondation de l'université de Halle (d'abord Académie de Halle) revient à Albert, archevêque de Magdebourg, au début du XVIIe siècle, mais c'est seulement en 1694 que la fonde l'électeur de Brandebourg, Frédéric III (qui deviendra le roi Frédéric Ier de Prusse lorsque son électorat sera élevé en royaume).
En 1817, lorsque les duchés saxons deviennent partie de la Prusse, elle fusionne avec l'université de Wittemberg, qui avait été fermée en 1813 par Napoléon.
L'académie contient d'abord quatre facultés (raison pour laquelle c'est alors une académie et non une université puisqu'une université doit pouvoir conférer le grade de docteur dans toutes les disciplines) : théologie, philosophie, médecine et droit.

## Personnalités liées à l'université

### Médecine
Le premier professeur de médecine fut Friedrich Hoffmann (1660-1742), c'est lui qui fit appeler Georg Ernst Stahl comme professeur. De 1694 à 1698, Hoffmann et Stahl assument seuls les enseignements de la faculté de médecine. Par la suite, ils seront aidés par un certain nombre de professeurs adjoints, parmi lesquels on peut citer d'une part J.-F. Becker, J.-F. Cassebohm, P.-A. Boehmer et F. Hoffmann fils (tous les quatre disciples de F. Hoffmann père) et d'autre part, A. Goelicke, Michel Aleberti, D. Coschwitz, Pieter Gericke, Johanes Juncker, C.-F. Richter et J.-H. Schulz (quant à eux disciples de Stahl).

### Autres disciplines
Le théologien et philosophe Bartholomaeus Keckermann (1572-1609) fut étudiant à l'université de Wittemberg. Le botaniste Jacob Christian Schäffer (1718-1790) y étudia la théologie.
Anton Wilhelm Amo (1703-1803) y a étudié le droit puis plus tard y a enseigné la philosophie. Il est sans doute la première personne originaire d'Afrique subsaharienne à avoir étudié et enseigné dans une université européenne. L'université aujourd'hui remet un prix à son nom pour distinguer la réussite d'un étudiant étranger. Frieda Nugel (1884-1966), mathématicienne allemande et activiste des droits civils, y a soutenu sa thèse de doctorat. Le philologue et lexicographe Wilhelm Gesenius enseigna à l'université de Halle pendant trente ans. En 1862, Julius Kühn y était nommé professeur.
- Hans Bauer fut professeur d'études sémitiques
- Helmut Hasse fut directeur de l'Institut de mathématiques
- Elisabeth Zaisser y fut professeure en littérature soviétique. Gabriele Wülker y fut élève.
- Ellen Kandeler y fut maître de conférences en biologie et écologie des sols.